# بولهو
بولهو (به مجاری:  Bolhó) یک منطقهٔ مسکونی در مجارستان است که در ناحیه بارچ واقع شده‌است. بولهو ۲۵٫۰۷ کیلومتر مربع مساحت و ۷۴۵ نفر جمعیت دارد.